# Freistätter Moor
Das Freistätter Moor ist ein ehemaliges Naturschutzgebiet in der niedersächsischen Gemeinde Freistatt in der Samtgemeinde Kirchdorf und der Gemeinde Eydelstedt in der Samtgemeinde Barnstorf im Landkreis Diepholz.

## Allgemeines
Das Naturschutzgebiet mit dem Kennzeichen NSG HA 147 war 878 Hektar groß. Es war Teil des FFH-Gebietes „Wietingsmoor“ und zum größten Teil auch des EU-Vogelschutzgebietes „Diepholzer Moorniederung“. Im Osten grenzte es an das ehemalige Naturschutzgebiet „Mittleres Wietingsmoor“, im Norden an das ehemalige Naturschutzgebiet „Sprekelsmeer“. Das ehemalige Naturschutzgebiet „Nördliches Wietingsmoor“ schließt sich im Norden direkt an. Das Gebiet stand seit dem 5. April 1990 unter Naturschutz. Zum 2. November 2018 ging es im neu ausgewiesenen Naturschutzgebiet „Nördliches und Mittleres Wietingsmoor, Freistätter Moor und Sprekelsmeer“ auf. Zuständige untere Naturschutzbehörde war der Landkreis Diepholz.

## Beschreibung
Das Hochmoorgebiet im Wietingsmoor liegt nördlich von Freistatt. Es ist weitgehend abgetorft und wird extensiv als Grünland genutzt. Daneben finden sich Heideflächen und Wald. Im Süden des ehemaligen Naturschutzgebietes befinden sich insgesamt vier Klärteiche.
1994 wurde ein überwiegend ungenutzter Streifen direkt östlich der Verbindungsstraße zwischen Freistatt und Heimstatt, der zuvor Teil des 1988 ausgewiesenen, ehemaligen Naturschutzgebietes „Mittleres Wietingsmoor“ war, dem damaligen Naturschutzgebiet „Freistätter Moor“ zugeschlagen.
Das Gebiet wird über Gräben und den Moorkanal bzw. die Tüske zur Wagenfelder Aue, die etwas oberhalb von Barnstorf in die Hunte mündet, und über die Flöte mit Moorkanal zur Großen Aue, die etwas oberhalb von Nienburg in die Weser mündet, entwässert.

## Freistätter Feldbahn

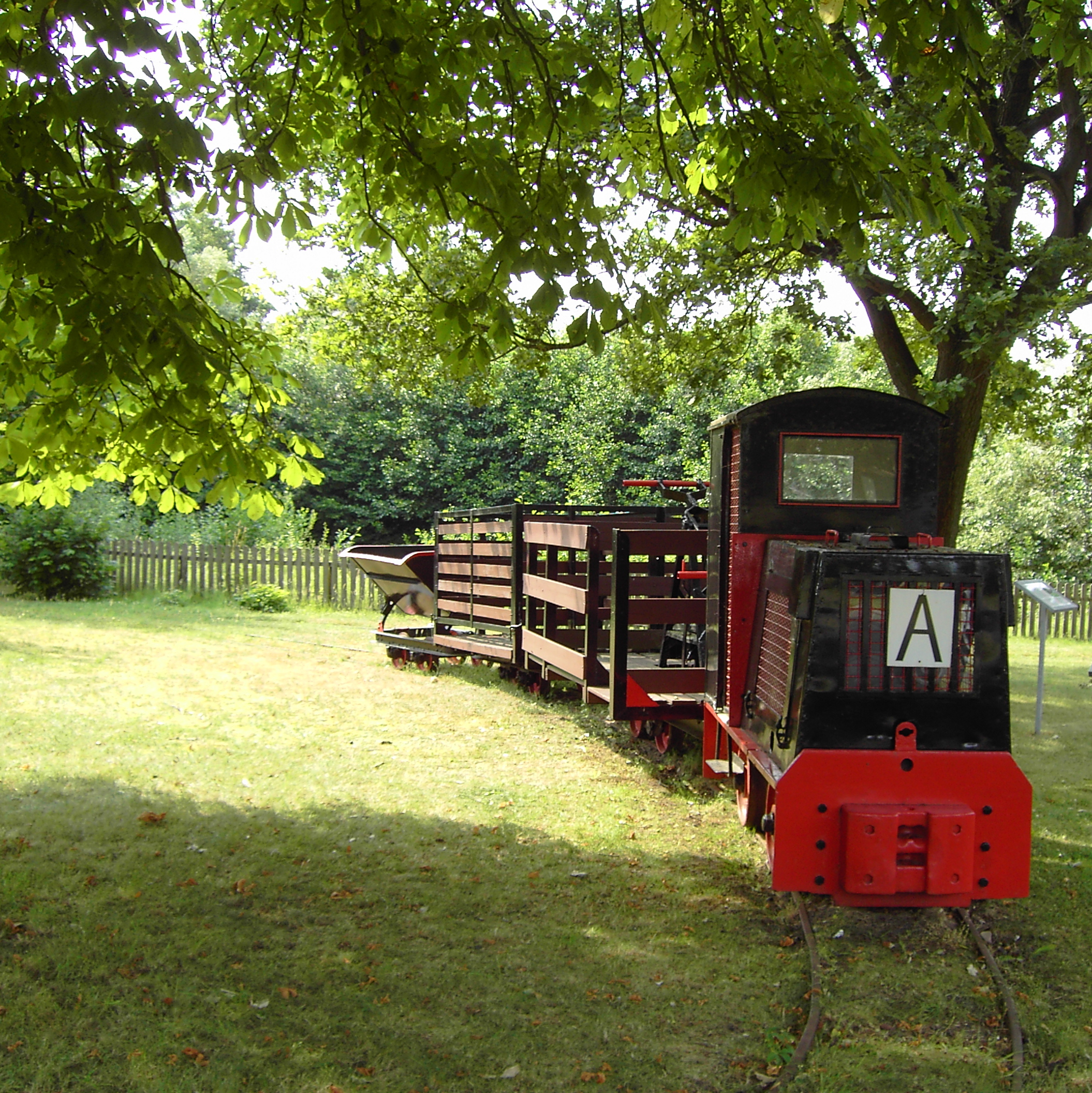
Freistätter Feldbahn

Entlang der Verbindungsstraße zwischen Freistatt und Heimstatt verlaufen die Gleise der Freistätter Feldbahn, einer Feldbahn, die ursprünglich die Einrichtungen der 1899 gegründeten Moorkolonie auf einem weit verzweigten Schienennetz miteinander verband. Davon ist die etwa 6,5 km lange Strecke mit mehreren Haltestellen erhalten geblieben. Sie wird touristisch genutzt.